# شارع مودي
شارع مودي (بالصينية:麼地道) هو شارع يقع في منطقة تسيم شا تسوي في كولون في هونغ كونغ.

## التاريخ
تم بناء الشارع في العام 1887 كممر غير مسمى يربط طريق ناثان وطريق تشاتام، قريبًا من موقع خليج تسيم شا تسوي السابق. في مارس 1909، أُطلق على الطريق اسمه الحالي تكريمًا لهورموسجي ناوروجي مودي رجل الأعمال الناجح من بارس لدعمه تأسيس جامعة جامعة هونغ كونغ، إلى جانب مساهماته الأخرى في هونغ كونغ.
في السبعينيات، تم بناء تسيم شا تسوي الشرق على أرض مستصلحة فوق خليج هونغ هوم. ثم تم تمديد طريق مودي شرقًا حتى نهايته الحالية في شارع متحف العلوم، ولكن هذا الطريق الجديد كان يسمى طريق تشينغ يي. في 19 فبراير 1982، أعيد تسمية طريق تشينغ يي باسم مودي رود ليعكس حقيقة أنه كان امتدادًا شرقيًا لطريق مودي. في نفس اليوم، تم تغيير اسم شارع تشينغ هاي إلى مودي لين.